# Antoine Ponteille
Antoine Ponteille est un homme politique français  né le 23 avril 1867 à Châtillon-d'Azergues (Rhône) et décédé le 9 juin 1918 à Châtillon-d'Azergues

## Biographie
Avocat et ancien magistrat, il est sénateur du Rhône de 1909 à 1918, inscrit au groupe de la Gauche démocratique. Une grande partie de sa famille était dans les métiers de la justice. Il est inhumé au cimetière d'Amancey dans ce même village.

## Sources
- « Antoine Ponteille », dans le Dictionnaire des parlementaires français (1889-1940), sous la direction de Jean Jolly, PUF, 1960 [détail de l’édition]